# Atopomesus pachyodus
Atopomesus pachyodus es una especie de peces de la familia Characidae en el orden de los Characiformes, es la única especie del género Atopomesus.

## Morfología
Los machos pueden llegar alcanzar los ,3 cm de longitud  total.

## Hábitat
Vive en zonas de clima tropical. 

## Distribución geográfica
Se encuentran en Sudamérica:  cuenca del río Negro. 